# Konstsim vid världsmästerskapen i simsport 2023 – Herrarnas tekniska soloprogram
Herrarnas tekniska soloprogram vid världsmästerskapen i simsport 2023 avgjordes mellan den 14 och 17 juli 2023 i Marine Messe Fukuoka i Fukuoka i Japan.
Spanske Fernando Díaz del Río tog guld, amerikanske Kenneth Gaudet tog silver och kazakiske Eduard Kim tog brons.

## Resultat
Kvalet startade den 14 juli klockan 09:27. Finalen startade den 17 juli klockan 14:00.
| Placering | Namn                    | Nationalitet   | Kval     | Kval      | Final    | Final     |
| Placering | Namn                    | Nationalitet   | Poäng    | Placering | Poäng    | Placering |
| --------- | ----------------------- | -------------- | -------- | --------- | -------- | --------- |
| 1         | Fernando Díaz del Río   | Spanien        | 220,4034 | 1         | 224,5550 | 1         |
| 2         | Kenneth Gaudet          | USA            | 214,4916 | 2         | 216,8000 | 2         |
| 3         | Eduard Kim              | Kazakstan      | 180,5634 | 5         | 216,0000 | 3         |
| 4         | Gustavo Sánchez         | Colombia       | 202,2200 | 3         | 204,8617 | 4         |
| 5         | Ranjuo Tomblin          | Storbritannien | 166,8601 | 6         | 193,7500 | 5         |
| 6         | Kantinan Adisaisiributr | Thailand       | 157,5800 | 8         | 180,1168 | 6         |
| 7         | Joel Benavides          | Mexiko         | 163,5466 | 7         | 170,7166 | 7         |
| 8         | Quentin Rakotomalala    | Frankrike      | 186,7233 | 4         | 167,3266 | 8         |
| 9         | Javier Ruisanchez       | Puerto Rico    | 125,8333 | 10        | 136,8817 | 9         |
| 10        | Andy Ávila              | Kuba           | 128,4033 | 9         | 136,3867 | 10        |